# Carex inversonervosa
Carex inversonervosa är en halvgräsart som beskrevs av Ernest Nelmes. Carex inversonervosa ingår i släktet starrar, och familjen halvgräs.
Artens utbredningsområde är Nya Kaledonien. Inga underarter finns listade i Catalogue of Life.